# Cissac-Médoc
Cissac-Médoc é uma comuna francesa na região administrativa da Nova Aquitânia, no departamento da Gironda. Estende-se por uma área de 23,74 km². Em 2010 a comuna tinha 2 197 habitantes (densidade: 92,5 hab./km²).